# Ylinen Alposjärvi
Ylinen Alposjärvi är en sjö i Finland. Den ligger i kommunen Pello i landskapet Lappland, i den norra delen av landet, 700 km norr om huvudstaden Helsingfors. Ylinen Alposjärvi ligger 102 meter över havet. Den är 18,67 meter djup. Arean är 4,28 kvadratkilometer och strandlinjen är 15,51 kilometer lång. Sjön  ingår i Torne älvs huvudavrinningsområde.   Den sträcker sig 5,6 kilometer i nord-sydlig riktning, och 2,3 kilometer i öst-västlig riktning.